# Centrální baptistický kostel (Lvov)
Centrální baptistický kostel ve Lvově (též Kostel sv. Voršily) je klasicistní kostel v centru města Lvova; původně katolický, následně luterský slouží v současnosti baptistickému sboru.

## Architektura a historie
Kostel byl vystavěn v barokním slohu v 17. století jako součást dominikánského kláštera a byl zasvěcen svaté Voršile. V rámci josefinských reforem byl klášter roku 1784 zrušen. Kostel byl následujícího roku předán evangelické komunitě v Lvově. Roku 1878 byl kostel přestavěn podle plánů architekta Josefa Engela. Během sovětského režimu byl kostel sekularizován, sloužil mj. jako sklad gramofonových desek. Po pádu komunistického režimu byl kostel předán baptistům; roku 1997 byla dokončena jeho rekonstrukce dle projektu Mykoly Rybenčuka.